# Karl-Joseph Rauber
Karl-Joseph Rauber (Norimberga, 11 aprile 1934 – Rottenburg am Neckar, 26 marzo 2023) è stato un cardinale e arcivescovo cattolico tedesco.

## Biografia
Karl-Joseph Rauber è nato a Norimberga, città facente parte dell'arcidiocesi di Bamberga, l'11 aprile 1934.

### Ministero presbiterale
Diplomato nel 1950 al St.-Michaels-Gymnasium dei benedettini a Metten, ha studiato teologia e filosofia all'Università di Magonza.
È stato ordinato sacerdote nella cattedrale di Magonza il 28 febbraio 1959.
Nel 1962 si è trasferito a Roma per conseguire il dottorato in diritto canonico alla Pontificia università gregoriana ed è entrato nella Pontificia accademia ecclesiastica.
Entrato nel servizio diplomatico della Santa Sede il 1º ottobre 1966, ha prestato la propria opera presso la segreteria di Stato fino al 1977, responsabile infine della sezione tedesca; successivamente nella nunziatura apostolica in Belgio, poi in Grecia, quindi incaricato d'affari ad interim alla rappresentanza pontificia in Uganda.

### Ministero episcopale e cardinalato

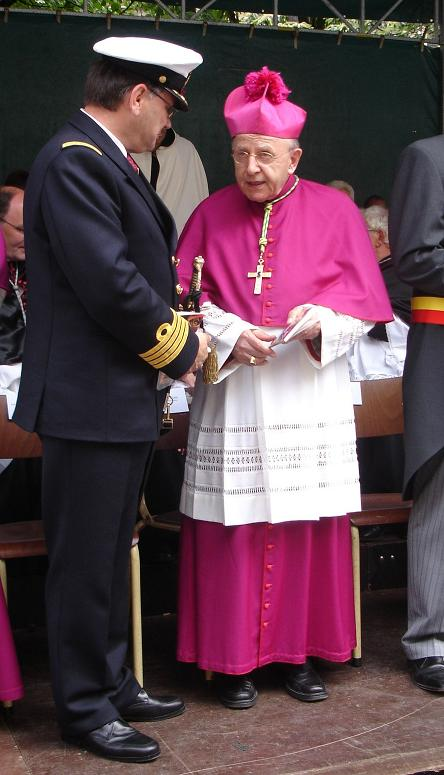
Mons. Karl-Josef Rauber.

Il 18 dicembre 1982 è stato nominato pro-nunzio apostolico in Uganda ed eletto arcivescovo titolare di Giubalziana. Ha ricevuto la consacrazione episcopale il 6 gennaio 1983.
Rientrato dalla missione in Uganda, dal 22 gennaio 1990 al 16 marzo 1993 è stato presidente della Pontificia accademia ecclesiastica.
Il 16 marzo 1993 è stato nominato nunzio apostolico in Svizzera e in Liechtenstein.
Il 25 aprile 1997 ha assunto l'incarico di nunzio apostolico in Ungheria e in Moldavia.
Il 22 febbraio 2003 è stato nominato nunzio apostolico in Belgio e in Lussemburgo, concludendo i mandati nel giugno-luglio 2009.
Nel concistoro del 14 febbraio 2015 papa Francesco lo ha nominato cardinale diacono di Sant'Antonio di Padova a Circonvallazione Appia.
È morto il 26 marzo 2023, all'età di 88 anni, a Rottenburg am Neckar. I funerali sono stati celebrati il 31 marzo dal cardinale decano Giovanni Battista Re; successivamente è stato sepolto presso il cimitero Teutonico a Roma.

## Genealogia episcopale
La genealogia episcopale è:
- Cardinale Scipione Rebiba
- Cardinale Giulio Antonio Santori
- Cardinale Girolamo Bernerio, O.P.
- Arcivescovo Galeazzo Sanvitale
- Cardinale Ludovico Ludovisi
- Cardinale Luigi Caetani
- Cardinale Ulderico Carpegna
- Cardinale Paluzzo Paluzzi Altieri degli Albertoni
- Papa Benedetto XIII
- Papa Benedetto XIV
- Papa Clemente XIII
- Cardinale Enrico Benedetto Stuart
- Papa Leone XII
- Cardinale Chiarissimo Falconieri Mellini
- Cardinale Camillo Di Pietro
- Cardinale Mieczysław Halka Ledóchowski
- Cardinale Jan Maurycy Paweł Puzyna de Kosielsko
- Arcivescovo Józef Bilczewski
- Arcivescovo Bolesław Twardowski
- Arcivescovo Eugeniusz Baziak
- Papa Giovanni Paolo II
- Cardinale Karl-Joseph Rauber